# مستقيمة فخذية
العضلة المستقيمة الفخذية (بالإنجليزية: Rectus femoris muscle)‏ هي إحدى العضلات رباعية الرؤوس في جسم الإنسان. العضلات الأخرى هي العضلة المتسعة الأنسية، العضلة المتسعة الوسطى (أسفل العضلة المستقيمة الفخذية)، والعضلة المتسعة الوحشية. كل الأجزاء الأربعة من العضلة رباعية الرؤوس ترتبط مع الرضفة (رأس الركبة) من خلال الوتر رباعي الرؤوس.
تقع العضلة المستقيمة الفخذية في منتصف الجزء الأمامي من الفخذ؛ تعد مغزلية الشكل، وأليافها السطحية مرتبة في طريقة ازدواجية التريش، الألياف العميقة تكون مستقيمة (اللاتينية: rectus) وصولا إلى السفاق. وظائفها هي ثني الفخذ في مفصل الورك وتمديد الساق في مفصل الركبة.

## البنية
تنشأ من قبل اثنين من الأوتار: واحد, الأمامي أو مستقيم, من الشوكة الحرقفية الأمامية العلوية؛ والآخر، الخلفي أو المنعك، من الحفرة فوق حافة الحق (acetabulum).
يتحد الاثنان بزاوية حادة وينتشران إلى السفاق التي تطول إلى الأسفل على السطح الأمامي للعضلات، ومن هذا تنشأ الألياف العضلية.
تنتهي العضلات في صفاق واسعة وسميكة التي تحتل الثلثين السفليين من سطحها الخلفي، و، تدريجيا أصبحت ضيقة في وتر مسطح، يتم إدخالها إلى قاعدة الرضفة.

### التعصيب
تنشأ الخلايا العصبية لانقباض الفخذ الطوعي بالقرب من قمة الجانب الوسيط من التلفيف أمام المركزي (المنطقة المحركة الأولية للدماغ). ترسل هذه الخلايا العصبية إشارة عصبية يتم حملها بواسطة الجهاز القشري أسفل جذع الدماغ والحبل الشوكي. تبدأ الإشارة مع الخلايا العصبية الحركية العليا التي تحمل الإشارة من التلفيف أمام المركزي إلى أسفل من خلال المحفظة الداخلية، من خلال السويقة الداخلية، وإلى النخاع. في الهرم اللبي، يُبطل السبيل القشري النخاعي ويصبح السبيل القشري النخاعي الوحشي (الجانبي). ستستمر الإشارة العصبية في أسفل السبيل القشري النخاعي الحشوي حتى تصل إلى العصب الشوكي القطني الرابع. عند هذه النقطة، سوف تلتحم إشارة العصب من الخلايا العصبية الحركية العليا إلى الخلايا العصبية الحركية السفلى. ستسافر الإشارة عبر الجذر الأمامي للعصب الشوكي القطني الرابع وإلى الفرع البطاني الأمامي للعصب الشوكي الرابعة، تاركة الحبل الشوكي من خلال الضفيرة القطنية. القسم الخلفي من جذر القطنية الرابعى هو العصب الفخذي. يغذي العصب الفخذي العضلة رباعية الرؤوس، ربعها هي العضلة المستقيمة الفخذية. عندما تتقلى العضلة المستقيمة الفخذية الإشارة التي سافرت على طول الطريق من الجانب الوسيط من التلفيف أمام المركزي ،تنقبض، وتمتد الركبة ويثنى الفخذ في الورك.

## الوظيفة
عضلة الفخد المستقيمة، العضلة الخياطية، والعضلة القطنية ‏ هم العضلات القابضة من الفخذ في الورك. تعد العضلة المستقيمة الفخذية أضعف العضلات القابضة، عندما تتمدد الركبة لأنه بالفعل تقصر، وبالتالي يعاني من قصور فاعل؛ فإن العمل تجنيد المزيد من الحرقفية، القطنية الكبرى، العضلة الموترة للفافة العريضة، والباقي من تمديد الورك هو من وظيفة العضلة المستقيمة الفخذية.
وبالمثل، فإن العضلة المستقيمة الفخذية ليست المهيمنة في تمديد الركبة عندما يتم استعراض الورك لأنه يتم تقصير بالفعل، وبالتالي يعاني من قصور فاعل. في جوهرها: عمل تمديد الركبة من وضعية الجلوس هو في المقام الأول مدفوعة من عضلة المتعسة الوحشية، عضلة المتسعة الإنسية، وعضلة المتسعة الوسطية. والقليل من العضلة المستقيمة الفخذية.
في الطرف الآخر، يمكن أن تكون للخطر قدرة العضلات على ثني الورك وتمديد الركبة في موقف من تمديد الورك الكامل وانثناء الركبة، وذلك بسبب القصور السلبي.
العضلة المستقيمة الفخذية هو خصم مباشر لأوتار الركبة، في الورك وفي الركبة.

## الأهمية السريرية

### السلالة
سلالة العضلة المستقيمة الفخذية، تعود إلى سلالة عضلات الفخذ القابضة، هو إصابة عادة في وتر التي تعلق على الرضفة أو في العضلات نفسها. هو إصابة عادة في وتر التي تعلق على الرضفة أو في العضلات نفسها. وعادة ما تكون الإصابة عبارة عن تمزق جزئي، ولكن يمكن أن تكون دمعة كاملة. تحدث الإصابة بسبب حركة قوية تتعلق بالركض أو القفز أو الركل وهي شائعة في الرياضة مثل كرة القدم. عضلة الفخذ المستقيم عرضة للإصابة، لأنه يعبر كل من الركبة والورك. وتشمل الأعراض ألم حاد مفاجئ في الجزء الأمامي من الورك أو في الفخذ، وتورم وكدمات، وعدم القدرة على التعاقد مع الفخذ المستقيم مع المسيل للدموع الكامل.

### الكسر القلعي
يمكن أن يسبب وتر الفخذ المستقيم جزءًا من العمود الفقري السفلي السفلي للورك (AIIS) في ما يعرف بالكسر القلعي. ويرجع ذلك إلى تقلص قوي في العضلات التي تولد قوة أكبر من تلك التي تعقد العظام معا. هذه هي إصابة رياضية معترف بها بشكل جيد، ولكن غير عادية التي يمكن أن تؤثر على الرياضيين الشباب.

## معرض الصور

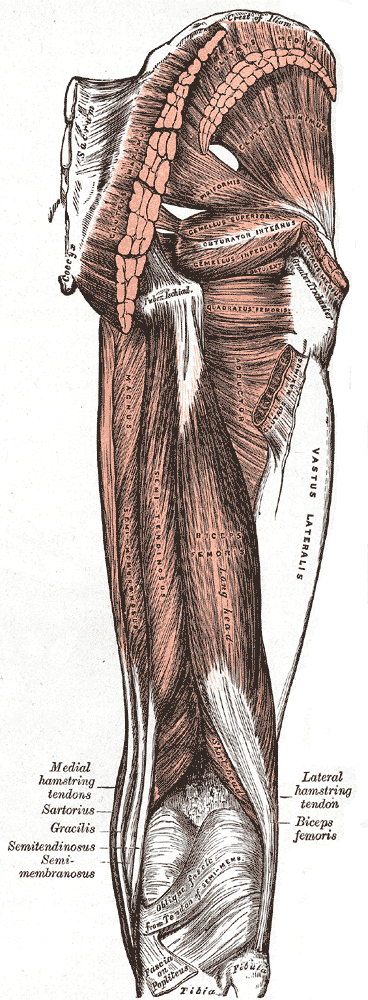
العضلات الفخذية الخلفية .
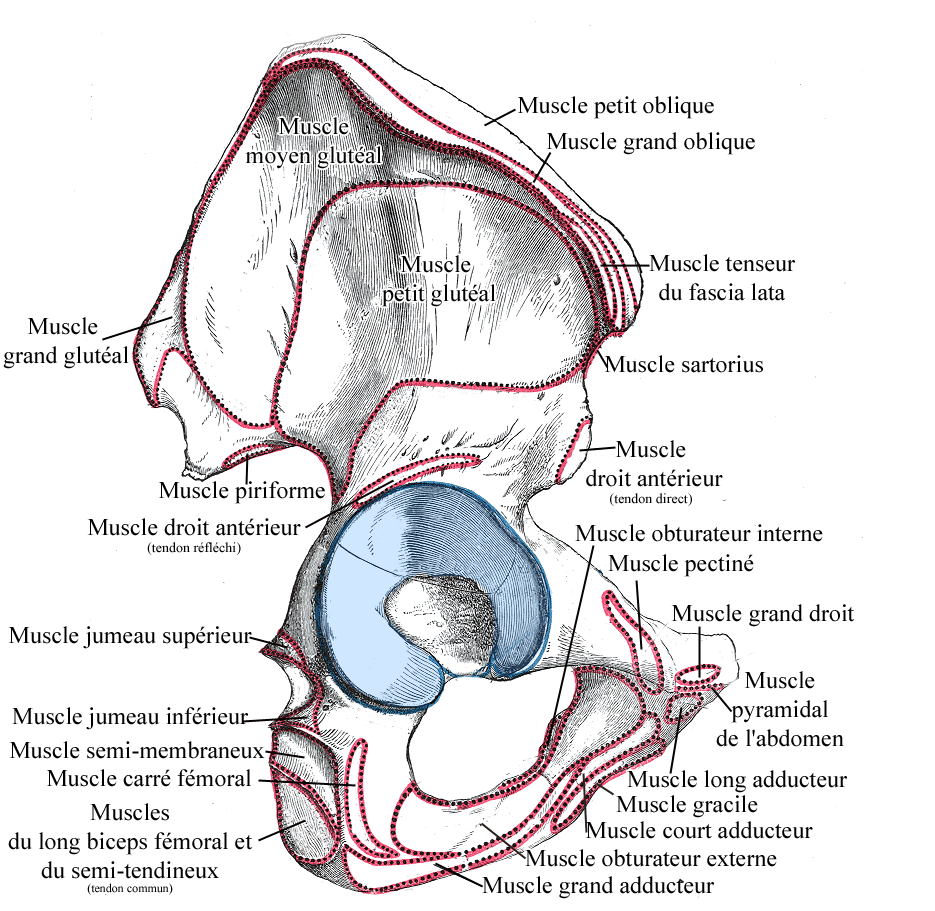
العظم السداسي ، الجانب الجانبي: مدخل العضلات
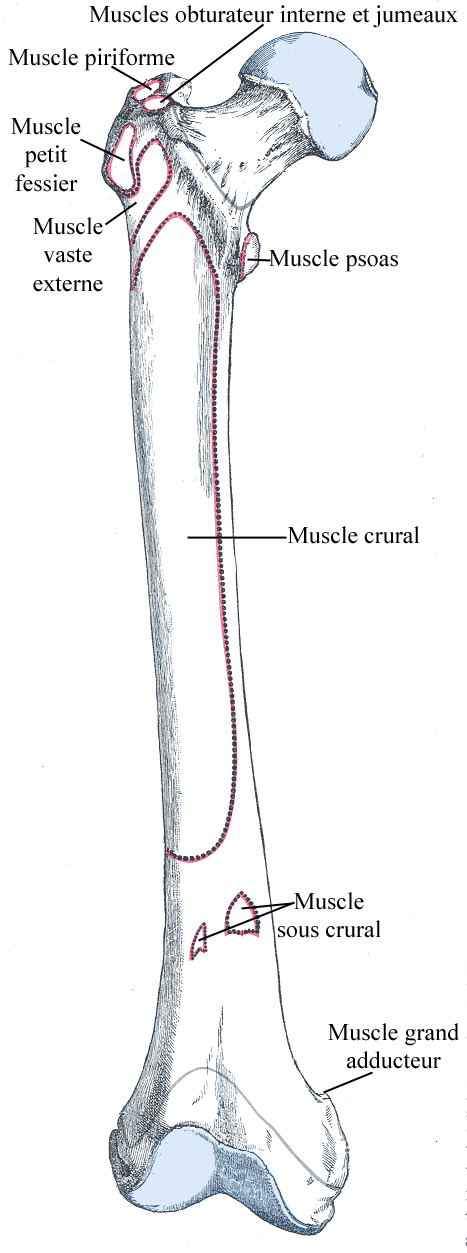
الجانب الأمامي لعظم الفخذ: مداخل العضلات

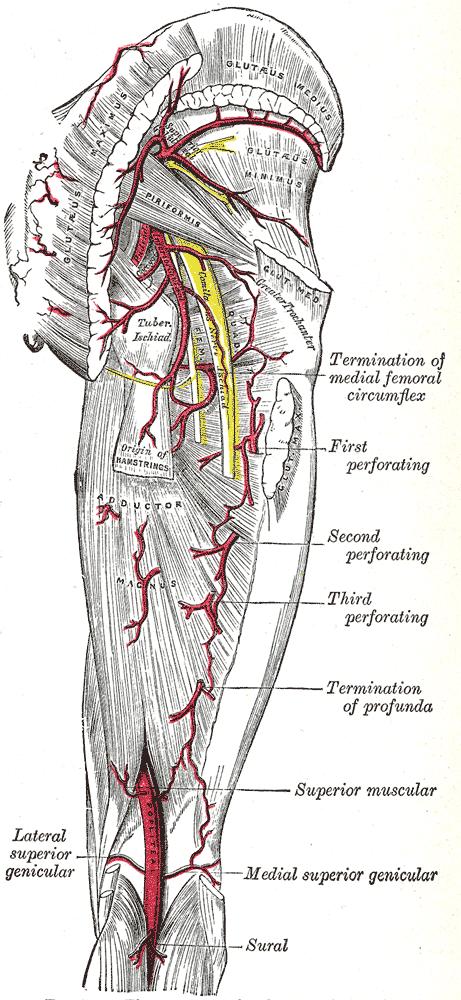
شرايين السطح الخلفي للأرداف والفخذ.
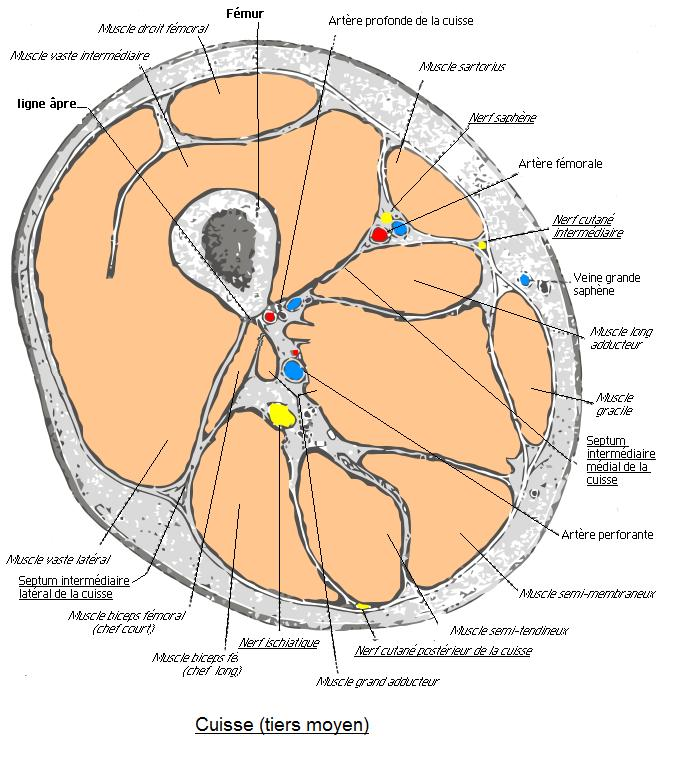
مقطع عرضي للفخذ ، الثلث الأوسط.
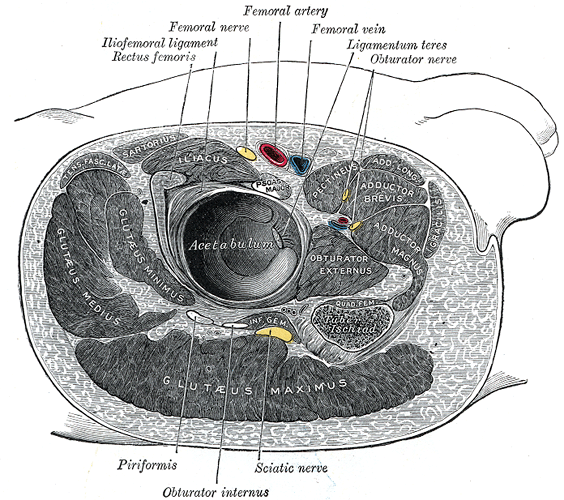
مقطع سهمي من الفخذ ، الموضوع مستلقي على ظهره.